# 129968 Mitchwhiteley
129968 Mitchwhiteley è un asteroide della fascia principale. Scoperto nel 1999, presenta un'orbita caratterizzata da un semiasse maggiore pari a 2,8087558 UA e da un'eccentricità di 0,1979584, inclinata di 8,77785° rispetto all'eclittica.